# Josef Friedl (Architekt)
Josef Friedl war ein österreichischer Architekt des 20. Jahrhunderts.

## Leben und Wirken
Josef Friedl war Schüler von Peter Behrens und war als Architekt in Wien und Niederösterreich tätig. Sein Hauptwerk stellen Kirchenbauten dar.

## Bauten

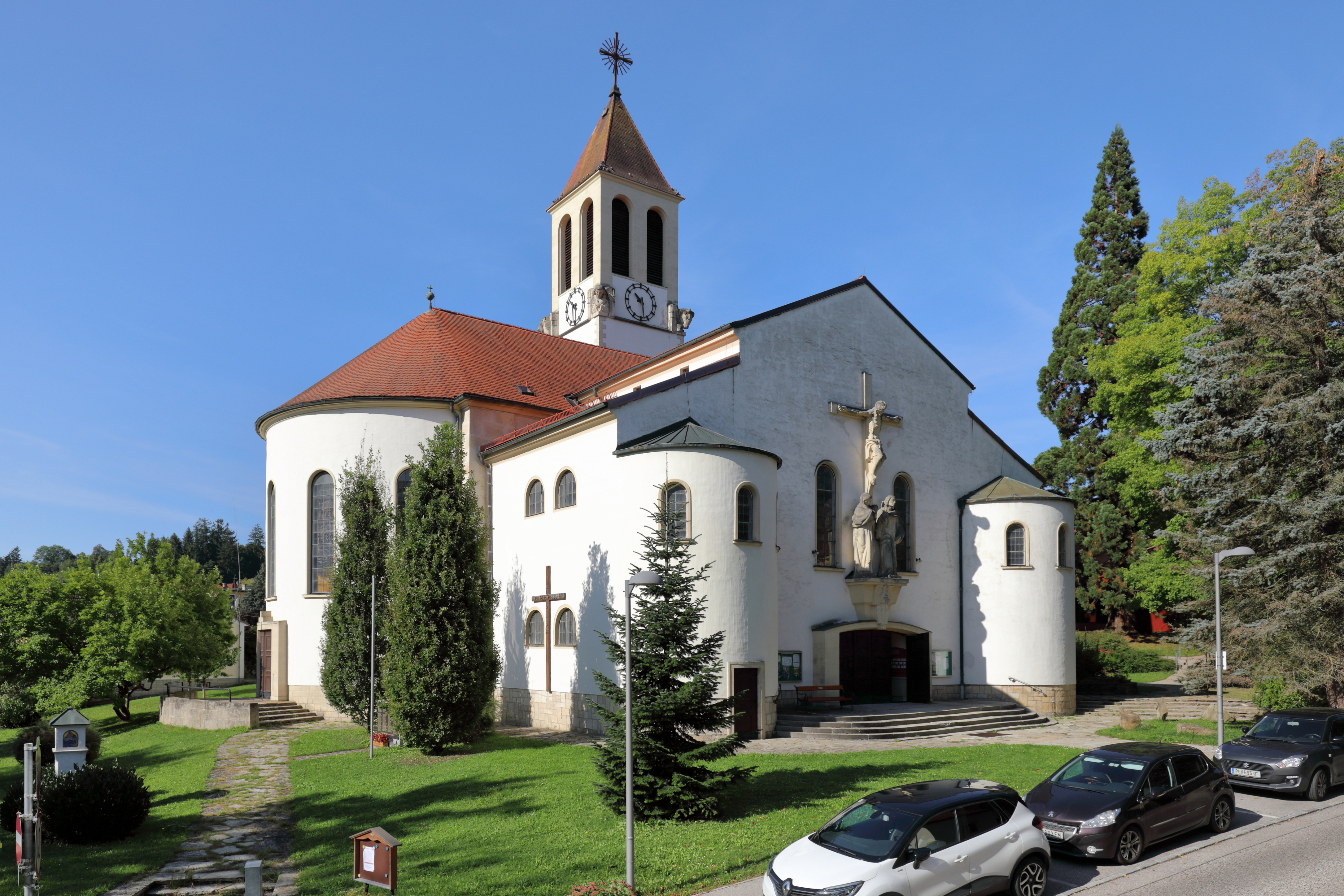
Pfarrkirche Eichgraben (Wienerwalddom)
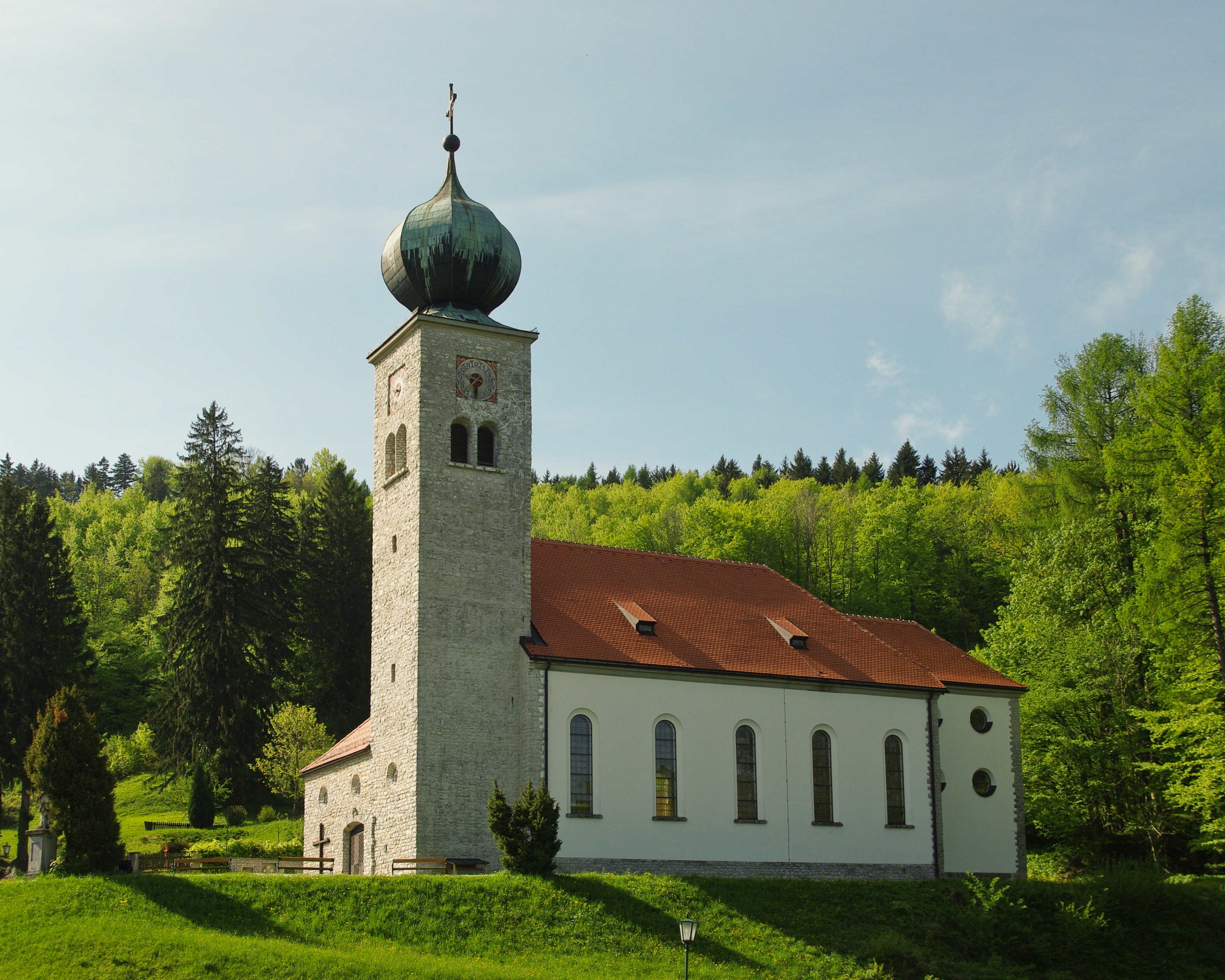
Pfarr- und Wallfahrtskirche Maria Schnee Plankenstein
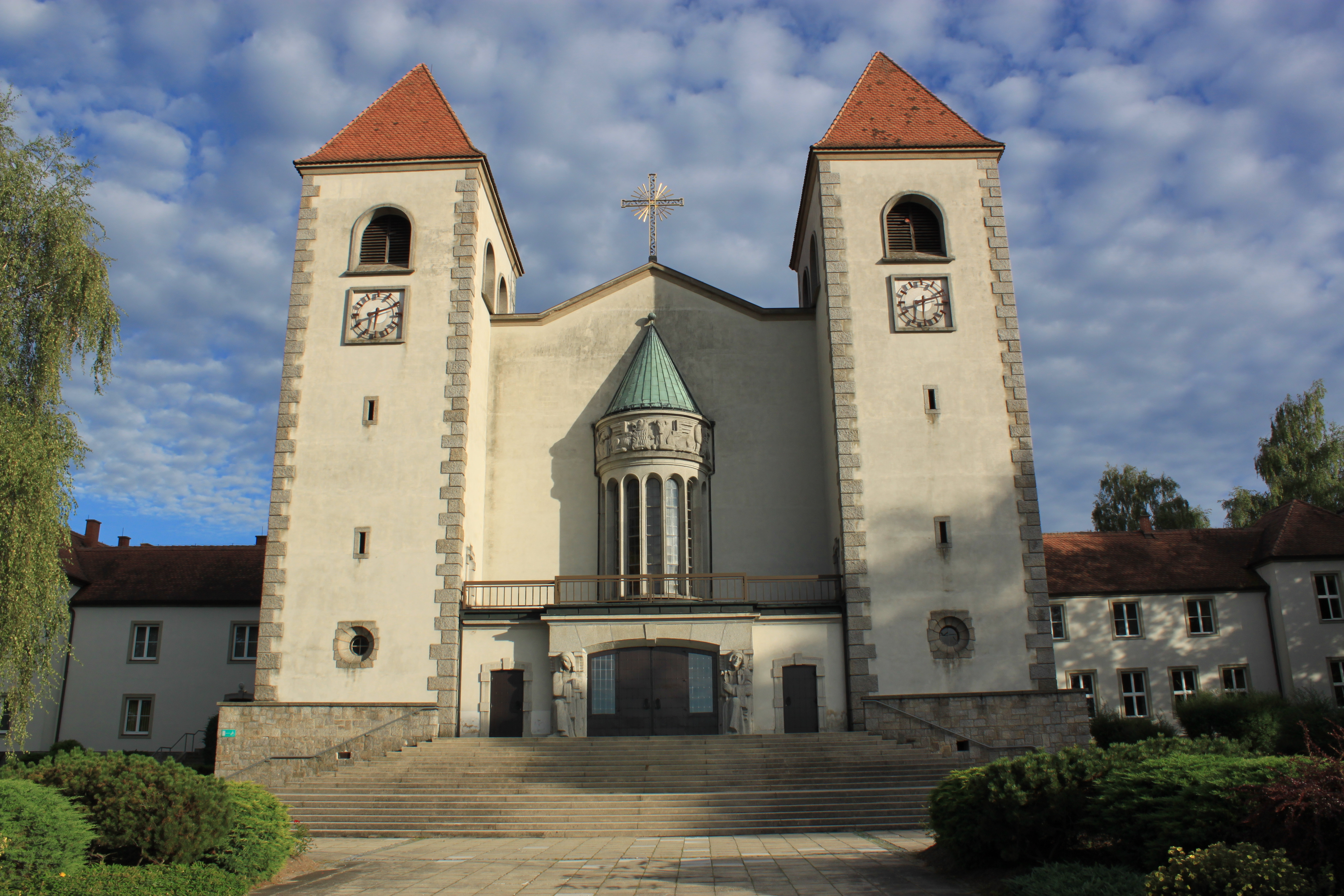
Herz-Jesu-Kirche Gmünd (Dom des Waldviertels)
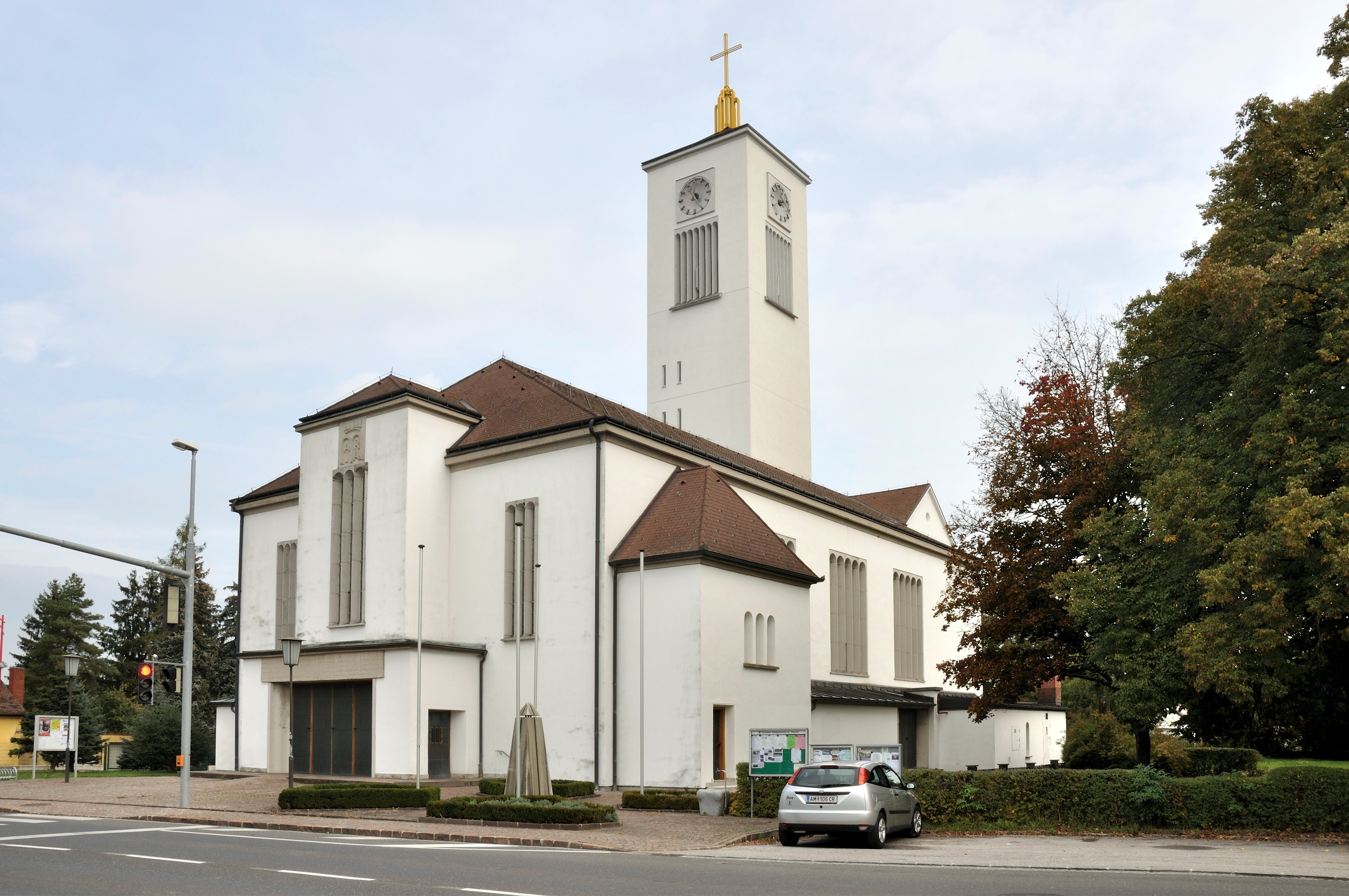
Pfarrkirche Langenhart

- 1932 Altersheim Hallein, Karl-Dorrek-Straße[1]
- 1948–1951 Pfarrkirche Eichgraben
- 1949–1952 Pfarrkirche Plankenstein, Texingtal
- 1950–1953 Herz-Jesu-Kirche (Gmünd)
- 1952 Umbau Pfarrkirche Gerersdorf bei St. Pölten
- 1955–1957 Pfarrkirche Langenhart, St. Valentin
- 1957–1960 Pfarrkirche Nagelberg